# آمار و رکوردهای فوتبال در آلمان
این صفحه جزئیات آمار و رکوردهای فوتبال در آلمان را نشان می‌دهد.

## تیم ملی

### بازی‌ها
- بیشترین بازی: ۱۵۰, لوتار ماتئوس
- جوانترین بازیکن: ویلی بامگارتنر، ۱۷ سال، ۱۰۴ روز، ۵ آوریل ۱۹۰۸, ۳–۵ در مقابل سوئیس
- پیرترین بازیکن: لوتار ماتئوس، ۳۹ سال، ۹۱ روز، ۲۰ ژوئن ۲۰۰۰, ۰–۳ در مقابل پرتغال
- پیرترین بازیکن در اولین بازی: کارل سستا، ۳۵ سال، ۸۳ روز، ۱۵ ژوئن ۱۹۴۱, ۵–۱ در مقابل کرواسی

### گل‌ها
- اولین گل: فریتس بکر، ۵ آوریل ۱۹۰۸, ۳–۵ در مقابل سوئیس
- بیشترین گل: ۷۱, میروسلاو کلوزه
- بیشترین گل در یک بازی: ۱۰, گوتفرید فوکس (در مقابل روسیه، المپیک تابستانی ۱۹۱۲)
- جوانترین گلزن: ماریوس هیلر، ۱۷ سال، ۲۴۱ روز، ۳ آوریل ۱۹۱۰, ۳–۲ در مقابل سوئیس

## افتخارات تیم مردان

### رقابت‌های بزرگ
جام جهانی
- قهرمانی (۴): ۱۹۵۴، ۱۹۷۴، ۱۹۹۰، ۲۰۱۴
- نایب قهرمانی (۴): ۱۹۶۶، ۱۹۸۲، ۱۹۸۶، ۲۰۰۲
- مقام سومی (۴): ۱۹۳۴، ۱۹۷۰، ۲۰۰۶، ۲۰۱۰
- جایگاه چهارمی (۱): ۱۹۵۸

جام ملت‌های اروپا
- قهرمانی (۳): ۱۹۷۲، ۱۹۸۰، ۱۹۹۶
- نایب قهرمانی (۳): ۱۹۷۶، ۱۹۹۲، ۲۰۰۸
- مقام سومی (۳): ۱۹۸۸، ۲۰۱۲، ۲۰۱۶

بازی‌های المپیک تابستانی
- مدال طلا (۱): ۱۹۷۶
- مدال نقره (۲): ۱۹۸۰، ۲۰۱۶
- مدال برنز (۳): ۱۹۶۴، ۱۹۷۲، ۱۹۸۸
- جایگاه چهارمی (۱): ۱۹۵۲

جام کنفدراسیون‌ها
- قهرمانی (۱): ۲۰۱۷
- مقام سومی (۱): ۲۰۰۵

| مرور کلی                | مرور کلی | مرور کلی | مرور کلی | مرور کلی |
| رقابت                   | اول      | دوم      | سوم      | چهارم    |
| ----------------------- | -------- | -------- | -------- | -------- |
| جام جهانی               | ۴        | ۴        | ۴        | ۱        |
| جام ملت‌های اروپا        | ۳        | ۳        | ۳        | x        |
| بازی‌های المپیک تابستانی | ۱        | ۲        | ۳        | ۱        |
| جام کنفدراسیون‌ها        | ۱        | ۰        | ۱        | ۰        |
| لیگ ملت‌های اروپا        | ۰        | ۰        | ۰        | ۰        |
| مجموع                   | ۹        | ۹        | ۱۱       | ۲        |

## افتخارات تیم زنان

### رقابت‌های بزرگ
جام جهانی زنان
- قهرمانی (۲): ۲۰۰۳، ۲۰۰۷
- نایب قهرمانی (۱): ۱۹۹۵
- جایگاه چهارمی (۲): ۱۹۹۱، ۲۰۱۵

جام ملت‌های اروپای زنان
- قهرمانی (۸): ۱۹۸۹، ۱۹۹۱، ۱۹۹۵، ۱۹۹۷، ۲۰۰۱، ۲۰۰۵، ۲۰۰۹، ۲۰۱۳
- نایب قهرمانی (۱): ۲۰۲۲
- جایگاه چهارمی (۱): ۱۹۹۳

بازی‌های المپیک تابستانی
- مدال طلا (۱): ۲۰۱۶
- مدال برنز (۳): ۲۰۰۰، ۲۰۰۴، ۲۰۰۸

| مرور کلی                | مرور کلی | مرور کلی | مرور کلی | مرور کلی |
| رقابت                   | اول      | دوم      | سوم      | چهارم    |
| ----------------------- | -------- | -------- | -------- | -------- |
| جام جهانی زنان          | ۲        | ۱        | ۰        | ۲        |
| جام ملت‌های اروپای زنان  | ۸        | ۱        | ۰        | ۱        |
| بازی‌های المپیک تابستانی | ۱        | ۰        | ۳        | ۰        |
| مجموع                   | ۱۱       | ۲        | ۳        | ۳        |

## لیگ

### قهرمانی
- بیشترین قهرمانی: ۳۱, بایرن مونیخ
- بیشترین قهرمانی متوالی: ۹
  - بایرن مونیخ (۲۰۲۱–۲۰۱۳)
- بیشترین قهرمانی در آلمان شرقی: ۱۰, دینامو برلین
- بیشترین قهرمانی متوالی در آلمان شرقی: ۱۰, دینامو برلین (۱۹۸۸–۱۹۷۹)

### تماشاگران
- رکورد تعداد تماشاگران در ورزشگاه: ۱۰۰٬۰۰۰, اس‌سی روتاتیون لایپزیگ در مقابل اس‌سی لوکوموتیو لایپزیگ در ورزشگاه سنترا اشتادیون (سپتامبر ۱۹۵۶)

## رکوردهای فردی لیگ

### بازی
- بیشترین بازی در بوندس‌لیگا: ۶۰۲, چارلی کوربل

### گل‌ها
- بیشترین گل در مجموع لیگ‌ها: اروین هلمشن[۱]
- بیشترین گل در بالاترین سطح لیگ‌ها: ۴۰۴, اووه زلر
- بیشترین گل در بوندس‌لیگا: ۳۶۵, گرد مولر
- بیشترین گل در یک فصل بوندس‌لیگا: ۴۱, روبرت لواندوفسکی (۲۱–۲۰۲۰)

## باشگاه‌های آلمان با بیشترین افتخارات
مسابقات داخلی

DFB یا فدراسیون فوتبال آلمان، با لوگوی جدید که امروزه فعال است.

DFV یا فدراسیون فوتبال آلمان شرقی، که در سال ۱۹۹۱ با DFB ادغام شد.

- لیگ: لیگ قهرمانی آلمان (۱۹۶۳–۱۹۰۲)، بوندس‌لیگا (امروز-۱۹۶۳)، اوبرلیگا آلمان شرقی (۱۹۹۰–۱۹۴۸) و لیگ آلمان شرقی فصل (۹۱–۱۹۹۰)
- جام حذفی: جام حذفی قهرمانی آلمان (۱۹۴۳–۱۹۳۵)، جام حذفی آلمان (دی‌اف‌بی پوکال) (امروز-۱۹۵۲)، جام حذفی آلمان شرقی (۱۹۹۱–۱۹۴۹)
- لیگ کاپ: لیگ کاپ آلمان (۲۰۰۷–۱۹۷۲) و چهار دوره لیگ کاپ آلمان شرقی با نام‌های: المپیا پوکال سال ۱۹۶۴، فووُ پوکال سال ۱۹۷۲ و دی‌اف‌وی توتو سال‌های ۱۹۷۴ و ۱۹۷۶
- سوپر جام: سوپر کاپ آلمان (۱۹۹۶–۱۹۸۷)، سوپرجام آلمان (امروز-۲۰۱۰)، ۵ دوره سوپرجام نیمه رسمی آلمان، سوپرجام آلمان شرقی ۱۹۸۹، سوپرجام مشترک آلمان غربی و شرقی به نام دایچلند کاپ سال ۱۹۹۰ و دومین سوپرجام مشترک آلمان غربی و شرقی در سال ۱۹۹۱

مسابقات اروپایی
- لیگ قهرمانان اروپا: جام باشگاه‌های اروپا (۱۹۹۲–۱۹۵۵) و لیگ قهرمانان اروپا (امروز-۱۹۹۲)
- لیگ اروپا: جام یوفا (۲۰۰۹–۱۹۷۱) و لیگ اروپا (امروز-۲۰۰۹)
- جام برندگان جام: جام برندگان جام اروپا (۱۹۹۹–۱۹۶۰)
- سوپرجام اروپا: سوپرجام اروپا (امروز-۱۹۷۳)
- اینترتوتو: جام اینترتوتو (۲۰۰۸–۱۹۶۱)

مسابقات بین‌المللی
- جام بین قاره ای: جام بین قاره‌ای (۲۰۰۴–۱۹۶۰)
- جام باشگاه‌های جهان: جام باشگاه‌های جهان (امروز-۲۰۰۰)

رتبه‌بندی
- مجموع جام‌های رسمی و نیمه رسمی در بخش مجموع جام‌ها نمایش داده شده است.
- در بخش‌های مختلف جدول، عددهای سیاه رنگ نشان دهنده جام‌های رسمی و عددهای قرمز رنگ نشان دهنده جام‌های نیمه رسمی می‌باشد. در تعدادی از سطرهای جدول هر دو رنگ در کنار هم قرار گرفته است؛ مانند ۱+۱۰ که نشان می‌دهد باشگاه در آن رقابت ۱۰ جام رسمی و ۱ جام نیمه رسمی کسب کرده است.
- رکورد بیشترین جام در هر رقابت برجسته نشان داده شده است.
- توضیحات جام‌ها، آمار و رکوردها در بخش پانویس ذکر شده است.

### عملکرد باشگاه‌ها
تا تاریخ ۱۵ آوریل ۲۰۲۴
| باشگاه               | مجموع جام‌ها | جام‌های داخلی | جام‌های داخلی | جام‌های داخلی | جام‌های داخلی | جام‌های اروپایی     | جام‌های اروپایی | جام‌های اروپایی  | جام‌های اروپایی | جام‌های اروپایی | جام‌های بین‌المللی | جام‌های بین‌المللی  | آخرین عنوان                 |
| باشگاه               | مجموع جام‌ها | لیگ          | جام حذفی     | لیگ کاپ      | سوپر جام     | لیگ قهرمانان اروپا | لیگ اروپا      | جام برندگان جام | سوپر جام اروپا | جام اینتر توتو | جام بین قاره     | جام باشگاه‌ها جهان | آخرین عنوان                 |
| -------------------- | ----------- | ------------ | ------------ | ------------ | ------------ | ------------------ | -------------- | --------------- | -------------- | -------------- | ---------------- | ----------------- | --------------------------- |
| بایرن مونیخ          | ۸۳+۱        | ۳۳           | ۲۰           | ۶            | ۱۰+۱         | ۶                  | ۱              | ۱               | ۲              | ۰              | ۲                | ۲                 | ۲۰۲۳ بوندس لیگا             |
| بروسیا دورتموند      | ۲۲+۱        | ۸            | ۵            | ۰            | ۶+۱          | ۱                  | ۰              | ۱               | ۰              | ۰              | ۱                | ۰                 | ۲۰۲۱ جام حذفی آلمان         |
| شالکه ۰۴             | ۱۷          | ۷            | ۵            | ۱            | ۱            | ۰                  | ۱              | ۰               | ۰              | ۲              | ۰                | ۰                 | ۲۰۱۱ سوپر جام آلمان         |
| وردر برمن            | ۱۶+۱        | ۴            | ۶            | ۱            | ۳+۱          | ۰                  | ۰              | ۱               | ۰              | ۱              | ۰                | ۰                 | ۲۰۰۹ سوپر جام آلمان         |
| دینامو درسدن         | ۱۶          | ۸            | ۷            | ۰            | ۱            | ۰                  | ۰              | ۰               | ۰              | ۰              | ۰                | ۰                 | ۱۹۹۰ سوپر جام دایچ لند      |
| هامبورگ              | ۱۵          | ۶            | ۳            | ۲            | ۰            | ۱                  | ۰              | ۱               | ۰              | ۲              | ۰                | ۰                 | ۲۰۰۷ جام اینتر توتو         |
| دینامو برلینر        | ۱۴          | ۱۰           | ۳            | ۰            | ۱            | ۰                  | ۰              | ۰               | ۰              | ۰              | ۰                | ۰                 | ۱۹۸۹ سوپر جام آلمان شرقی    |
| نورنبرگ              | ۱۳          | ۹            | ۴            | ۰            | ۰            | ۰                  | ۰              | ۰               | ۰              | ۰              | ۰                | ۰                 | ۲۰۰۷ جام حذفی آلمان         |
| ماگدبورگ             | ۱۲          | ۳            | ۷            | ۱            | ۰            | ۰                  | ۰              | ۱               | ۰              | ۰              | ۰                | ۰                 | ۱۹۸۳ جام حذفی آلمان شرقی    |
| اشتوتگارت            | ۱۱          | ۵            | ۳            | ۰            | ۱            | ۰                  | ۰              | ۰               | ۰              | ۲              | ۰                | ۰                 | ۲۰۰۷ بوندس لیگا             |
| بروسیا مونشن گلادباخ | ۱۰+۱        | ۵            | ۳            | ۰            | ۱            | ۰                  | ۲              | ۰               | ۰              | ۰              | ۰                | ۰                 | ۱۹۹۵ جام حذفی آلمان         |
| لوکوموتیو لایپزیگ    | ۱۰          | ۳            | ۶            | ۰            | ۰            | ۰                  | ۰              | ۰               | ۰              | ۱              | ۰                | ۰                 | ۱۹۸۷ جام حذفی آلمان شرقی    |
| آینتراخت فرانکفورت   | ۹           | ۱            | ۵            | ۰            | ۰            | ۰                  | ۲              | ۰               | ۰              | ۱              | ۰                | ۰                 | ۲۰۲۲ لیگ اروپا              |
| کارل زایس ینا        | ۸           | ۳            | ۴            | ۱            | ۰            | ۰                  | ۰              | ۰               | ۰              | ۰              | ۰                | ۰                 | ۱۹۸۰ جام حذفی آلمان شرقی    |
| اف‌سی فرانکفورت       | ۸           | ۶            | ۲            | ۰            | ۰            | ۰                  | ۰              | ۰               | ۰              | ۰              | ۰                | ۰                 | ۱۹۷۰ جام حذفی آلمان شرقی    |
| کایزرس لاوترن        | ۷           | ۴            | ۲            | ۰            | ۱            | ۰                  | ۰              | ۰               | ۰              | ۰              | ۰                | ۰                 | ۱۹۹۸ بوندس لیگا             |
| کلن                  | ۷           | ۳            | ۴            | ۰            | ۰            | ۰                  | ۰              | ۰               | ۰              | ۰              | ۰                | ۰                 | ۱۹۸۳ جام حذفی آلمان         |
| درسدنر               | ۵+۱         | ۲            | ۳            | ۰            | ۱            | ۰                  | ۰              | ۰               | ۰              | ۰              | ۰                | ۰                 | ۱۹۵۸ جام حذفی آلمان شرقی    |
| تسویکاو              | ۵           | ۲            | ۳            | ۰            | ۰            | ۰                  | ۰              | ۰               | ۰              | ۰              | ۰                | ۰                 | ۱۹۷۵ جام حذفی آلمان شرقی    |
| ارتسگبیرگ آئو        | ۴+۱         | ۳+۱          | ۱            | ۰            | ۰            | ۰                  | ۰              | ۰               | ۰              | ۰              | ۰                | ۰                 | ۱۹۵۹ اوبرلیگا آلمان شرقی    |
| هرتابرلین            | ۴           | ۲            | ۰            | ۲            | ۰            | ۰                  | ۰              | ۰               | ۰              | ۰              | ۰                | ۰                 | ۲۰۰۲ لیگ کاپ آلمان          |
| کارلسروهه            | ۴           | ۱            | ۲            | ۰            | ۰            | ۰                  | ۰              | ۰               | ۰              | ۱              | ۰                | ۰                 | ۱۹۹۶ جام اینتر توتو         |
| هالشر                | ۴           | ۲            | ۲            | ۰            | ۰            | ۰                  | ۰              | ۰               | ۰              | ۰              | ۰                | ۰                 | ۱۹۶۲ جام حذفی آلمان شرقی    |
| بایر لورکوزن         | ۳           | ۱            | ۱            | ۰            | ۰            | ۰                  | ۱              | ۰               | ۰              | ۰              | ۰                | ۰                 | ۲۰۲۴ بوندس لیگا             |
| لایپزیگ              | ۳           | ۰            | ۲            | ۰            | ۱            | ۰                  | ۰              | ۰               | ۰              | ۰              | ۰                | ۰                 | ۲۰۲۳ سوپر جام آلمان         |
| وولفسبورگ            | ۳           | ۱            | ۱            | ۰            | ۱            | ۰                  | ۰              | ۰               | ۰              | ۰              | ۰                | ۰                 | ۲۰۱۵ جام حذفی آلمان         |
| هانوفر ۹۶            | ۳           | ۲            | ۱            | ۰            | ۰            | ۰                  | ۰              | ۰               | ۰              | ۰              | ۰                | ۰                 | ۱۹۹۲ جام حذفی آلمان         |
| فورتونا دوسلدورف     | ۳           | ۱            | ۲            | ۰            | ۰            | ۰                  | ۰              | ۰               | ۰              | ۰              | ۰                | ۰                 | ۱۹۸۰ جام حذفی آلمان         |
| روت وایس ارفورت      | ۳           | ۲            | ۰            | ۱            | ۰            | ۰                  | ۰              | ۰               | ۰              | ۰              | ۰                | ۰                 | ۱۹۷۴ لیگ کاپ آلمان شرقی     |
| مونیخ ۱۸۶۰           | ۳           | ۱            | ۲            | ۰            | ۰            | ۰                  | ۰              | ۰               | ۰              | ۰              | ۰                | ۰                 | ۱۹۶۶ بوندس لیگا             |
| شیمی لایپزیگ         | ۳           | ۲            | ۱            | ۰            | ۰            | ۰                  | ۰              | ۰               | ۰              | ۰              | ۰                | ۰                 | ۱۹۶۶ جام حذفی آلمان شرقی    |
| گروتر فورث           | ۳           | ۳            | ۰            | ۰            | ۰            | ۰                  | ۰              | ۰               | ۰              | ۰              | ۰                | ۰                 | ۱۹۲۹ لیگ قهرمانی آلمان      |
| هانزا روستوک         | ۲           | ۱            | ۱            | ۰            | ۰            | ۰                  | ۰              | ۰               | ۰              | ۰              | ۰                | ۰                 | ۱۹۹۱ اوبرلیگا آلمان شرقی    |
| کمنیتس               | ۲           | ۱            | ۰            | ۱            | ۰            | ۰                  | ۰              | ۰               | ۰              | ۰              | ۰                | ۰                 | ۱۹۷۲ لیگ کاپ آلمان شرقی     |
| روت وایس اسن         | ۲           | ۱            | ۱            | ۰            | ۰            | ۰                  | ۰              | ۰               | ۰              | ۰              | ۰                | ۰                 | ۱۹۵۵ لیگ قهرمانی آلمان      |
| راپید وین            | ۲           | ۱            | ۱            | ۰            | ۰            | ۰                  | ۰              | ۰               | ۰              | ۰              | ۰                | ۰                 | ۱۹۴۱ لیگ قهرمانی آلمان      |
| ویکتوریا ۱۸۸۹        | ۲           | ۲            | ۰            | ۰            | ۰            | ۰                  | ۰              | ۰               | ۰              | ۰              | ۰                | ۰                 | ۱۹۱۱ لیگ قهرمانی آلمان      |
| اوردینگن ۰۵          | ۱           | ۰            | ۱            | ۰            | ۰            | ۰                  | ۰              | ۰               | ۰              | ۰              | ۰                | ۰                 | ۱۹۸۵ جام حذفی آلمان         |
| کیکرز اوفنباخ        | ۱           | ۰            | ۱            | ۰            | ۰            | ۰                  | ۰              | ۰               | ۰              | ۰              | ۰                | ۰                 | ۱۹۷۰ جام حذفی آلمان         |
| یونیون برلین         | ۱           | ۰            | ۱            | ۰            | ۰            | ۰                  | ۰              | ۰               | ۰              | ۰              | ۰                | ۰                 | ۱۹۶۸ جام حذفی آلمان شرقی    |
| آینتراخت برانشوایگ   | ۱           | ۱            | ۰            | ۰            | ۰            | ۰                  | ۰              | ۰               | ۰              | ۰              | ۰                | ۰                 | ۱۹۶۷ بوندس لیگا             |
| شوارتز وایس اسن      | ۱           | ۰            | ۱            | ۰            | ۰            | ۰                  | ۰              | ۰               | ۰              | ۰              | ۰                | ۰                 | ۱۹۵۹ جام حذفی آلمان         |
| اشتال داله           | ۱           | ۰            | ۱            | ۰            | ۰            | ۰                  | ۰              | ۰               | ۰              | ۰              | ۰                | ۰                 | ۱۹۵۰ جام حذفی آلمان شرقی    |
| مانهایم              | ۱           | ۱            | ۰            | ۰            | ۰            | ۰                  | ۰              | ۰               | ۰              | ۰              | ۰                | ۰                 | ۱۹۴۹ لیگ قهرمانی آلمان      |
| دسائو ۰۵             | ۱           | ۰            | ۱            | ۰            | ۰            | ۰                  | ۰              | ۰               | ۰              | ۰              | ۰                | ۰                 | ۱۹۴۹ جام حذفی آلمان شرقی    |
| فرست ویینا           | ۱           | ۰            | ۱            | ۰            | ۰            | ۰                  | ۰              | ۰               | ۰              | ۰              | ۰                | ۰                 | ۱۹۴۳ جام حذفی قهرمانی آلمان |
| هولشتاین کیل         | ۱           | ۱            | ۰            | ۰            | ۰            | ۰                  | ۰              | ۰               | ۰              | ۰              | ۰                | ۰                 | ۱۹۱۲ لیگ قهرمانی آلمان      |
| کارلسروهه اف‌وی       | ۱           | ۱            | ۰            | ۰            | ۰            | ۰                  | ۰              | ۰               | ۰              | ۰              | ۰                | ۰                 | ۱۹۱۰ لیگ قهرمانی آلمان      |
| فرایبورگر            | ۱           | ۱            | ۰            | ۰            | ۰            | ۰                  | ۰              | ۰               | ۰              | ۰              | ۰                | ۰                 | ۱۹۰۷ لیگ قهرمانی آلمان      |
| بلا وایس برلین       | ۱           | ۱            | ۰            | ۰            | ۰            | ۰                  | ۰              | ۰               | ۰              | ۰              | ۰                | ۰                 | ۱۹۰۵ لیگ قهرمانی آلمان      |